# پوشش هسته‌ای
پوشش هسته‌ای (به انگلیسی: Nuclear Envelope) که به آن غشای هسته‌ای نیز گفته می‌شود، از غشاء دولایه‌ی فسفولیپیدی تشکیل شده (یعنی دست کم ۴ لایه فسفولیپید دارد) که در یوکاریوت‌ها هسته سلول و مواد ژنتیکی داخل آن را احاطه می‌کند. 
پوشش هسته‌ای شامل غشاء دولایه‌ی فسفولیپیدی است که یکی غشاء درون‌هسته‌ای و دیگری غشاء برون‌هسته‌ای می‌باشد. فضای مابین غشاها را فضای پیرا‌هسته‌ای می‌نامند. این فضا در حدود ۲۰-۴۰ نانومتر عرض دارد. غشای برون‌هسته‌ای پیوسته بوده و غشای آن مجهز به شبکه آندوپلاسمی می‌باشد. پوشش هسته‌ای دارای منافذ هسته‌ای متعددی است که امکان عبور مواد بین سیتوزول و هسته را فراهم می‌کند. رشته‌های پروتئینی بینابینی به نام لامین روی سمت داخل غشای هسته‌ای تشکیل ساختاری به نام لامینای هسته‌ای داده که از ساختار هسته با ایجاد چارچوب‌هایی پشتیبانی می‌کند.

## ساختار
پوشش هسته اتمی از دو لایه چربی تشکیل شده است، یک لایه داخلی و یک لایه بیرونی. این لایه‌ها توسط منافذ هسته به یکدیگر متصل هستند. دو ست حلقهٔ میانی برای پشتیبانی از پوشش هسته ایجاد می‌کنند. یک شبکه داخلی لامینای هسته را روی لایهٔ داخلی ایجاد می‌کند. یک شبکه کمتر چگال برای ایجاد پشتیبانی خارجی بیرون از هسته ایجاد می‌شود. شکل واقعی پوشش هسته اتمی نامتناهی است. آن دارای آبرفتگی‌ها و بر‌آمدگی‌ها می‌باشد و می‌توان آن را با میکروسکوپ الکترونی مشاهده کرد.

### غشای هسته‌ای بیرونی
غشای هسته‌ای بیرونی نیز مرز مشترکی با شبکه اندوپلاسمی دارد. در حالی که ارتباط فیزیکی دارند، غشای هسته‌ای بیرونی شامل پروتئین‌هایی است که در غلظت‌های بسیار بالاتری نسبت به شبکه اندوپلاسمی یافت می‌شوند. تمام چهار پروتئین nesprin (پروتئین‌های تکرار اسپکترین پوشش هسته‌ای) موجود در پستانداران در غشای هسته‌ای بیرونی بیان می‌شوند. پروتئین‌های Nesprin اتصالاتی از فیلامان سیتواسکلتال به هسته هسته‌ای برقرار می‌کنند. اتصالات متوسطه Nesprin به سیتواسکلتال، به ترتیب، به موقعیت‌دهی هسته و به عملکرد مکانوسنسوری سلول کمک می‌کنند. پروتئین‌های دامنه KASH از Nesprin-1 و -2 بخشی از یک مرکب LINC (لینکر هسته‌ای و سیتواسکلتال) هستند و می‌توانند به طور مستقیم به اجزای سیتوااسکلتال، مانند فیلامانت‌های اکتین، متصل شوند یا به پروتئین‌های در فضای پیرنوکلئار متصل شوند. Nesprin-3 و -4 نقشی در تخلیه بارهای بزرگ ممکن است ایفا کنند؛ پروتئین‌های Nesprin-3 به پلکتین متصل می‌شوند و غشای هسته را به فیلامانت‌های متوسطه‌ای سیتوپلاسمی متصل می‌کنند. پروتئین‌های Nesprin-4 به موتور هدایت شده سوی طرف مثبت کاینسین-1 متصل می‌شوند. غشا هسته‌ای بیرونی همچنین در فرآیند توسعه نقش دارد، زیرا با غشای هسته‌ای داخلی ادغام می‌شود تا منافذ هسته‌ای شکل گیرد.

### غشای هسته‌ای درونی
پوسته هسته داخلی حاوی هسته‌پلاسم است و توسط لامین هسته، یک تور میانی از فیلامنت‌های میانی که پوسته هسته را استحکام می‌بخشد و در عملکرد کروماتین نیز دخالت دارد، پوشیده شده است. این با منافذ هسته به پوسته خارجی ارتباط دارد که در دو پوسته و شبکه اندوپلاسمی آنها وصل می‌شوند. در حالی که دو پوسته و واحد ترابری خمیری به هم متصل هستند، پروتئین‌های جاسازی شده در پوسته‌ها تمایل دارند که در محل خودشان بمانند تا از هم پاشیده شدن در طول پیوستگی جلوگیری شود. این با یک شبکه فیبری به نام لامین هسته تراکم 10-40 نانومتری روی آن پوشش داده شده است که استحکام موردنیاز را فراهم می‌کند.

### عملکرد در تقسیم سلولی
در طول میتوز، پوشش هستهای در فرایندی به نام «تجزیهٔ پوشش هستهای» (Nuclear Envelope Breakdown, NEB) از هم میپاشد. این فرایند با فسفریلاسیون پروتئینهای لامینای هسته توسط کیناز وابسته به سیکلین (CDK1) آغاز میشود، که منجر به جدا شدن لامینها و فروپاشی ساختار پوشش میگردد. این فروپاشی امکان دسترسی کروموزومها به دستگاه دوک میتوزی را فراهم میکند. پس از پایان تقسیم سلولی، پوشش هستهای در فرایند «بازسازی» (Reformation) مجدداً حول کروموزومهای دختر ساخته میشود. غشاهای جدید از بخشهایی از شبکه آندوپلاسمی و وزیکولهای غشایی تشکیل میشوند که با کمک پروتئینهایی مانند LBR (Lamin B Receptor) سازماندهی میشوند.

## ارتباط با بیماری‌ها
اختلالات در ساختار یا عملکرد پوشش هستهای با بیماریهای متعددی مرتبط است. برای مثال، جهش در ژن LMNA که کدکنندهٔ لامین A/C است، موجب گروهی از بیماریها به نام لامینوپاتیها میشود، از جمله پروگریا (پیری زودرس)، دیستروفی عضلانی امری-درایفوس، و کاردیومیوپاتیهای ارثی. این جهش‌ها اغلب باعث ناپایداری مکانیکی هسته و اختلال در تعاملات کروماتین-لامینا میشوند. همچنین، ناهنجاری در منافذ هسته‌ای با سرطان و بیماریهای نورودژنراتیو مانند آلزایمر مرتبط دانسته شده است.

## مکانیسم انتقال منافذ هسته‌ای
منافذ هسته.ای از مجتمع‌های پروتئینی بزرگی به نام NPC (Nuclear Pore Complex) تشکیل شدهاند که امکان انتقال انتخابی مولکولها را فراهم میکنند. مولکولهای کوچک (تا ۵ کیلو دالتون) می‌توانند آزادانه عبور کنند، اما مولکول‌های بزرگتر مانند پروتئین‌ها و RNA نیاز به کمک دارند. پروتئین‌های حامل (Importins و Exportins) با اتصال به سیگنال‌های هسته‌ای (مثل NLS یا NES) و واسطه‌گری ران (Ran GTPase)، انتقال را تنظیم میکنند. این فرایند به انرژی نیاز دارد و جهت انتقال بستگی به گرادیان غلظت Ran-GTP/Ran-GDP در سیتوپلاسم و هسته دارد.

## تکامل پوشش هسته‌ای
پیدایش پوشش هسته‌ای از مراحل کلیدی در تکامل یوکاریوتهاست. فرضیه‌های مختلفی برای منشأ آن مطرح شده، از جمله درونی سازی غشای پلاسمایی باکتریهای همزیست (مدل سینتروفی) یا تشکیل کیسه‌های غشایی از شبکه آندوپلاسمی اولیه. فسیل‌های میکروبی نشان میدهند که نخستین پوششهای هسته‌ای حدود ۱٫۸ تا ۲ میلیارد سال پیش ظاهر شدند.

## تنوع ساختاری در سلول‌های مختلف
ساختار پوشش هسته‌ای در سلول‌های مختلف متفاوت است. به عنوان مثال، در تخمک‌های پستانداران، پوشش هسته‌ای طی مراحل بلوغ تخمک به‌طور موقت تجزیه میشود. در سلولهای عصبی بالغ، هسته ممکن است دارای لامینای ضخیم‌تری باشد که به مقاومت مکانیکی در برابر فشارهای فیزیکی کمک میکند.

## پورهای هسته‌ای
پورهای هسته‌ای که از پوسته هسته عبور می‌کنند پوسته هسته توسط حدود هزار پیچیدگی پور هسته‌ای نفوذ می‌شود که حدود ۱۰۰ نانومتر عرض دارند و یک کانال داخلی حدود ۴۰ نانومتر عرض دارند. این پیچیدگی‌ها شامل تعدادی از هسته‌پورین‌ها هستند، پروتئین‌هایی که ارتباط داخلی و خارجی غشاء هسته را ایجاد می‌کنند.